# Argelaguer
Argelaguer es un municipio de la provincia de Gerona, Cataluña, España. Situado en la comarca de La Garrocha, se encuentra al lado de Besalú. A la izquierda del río Fluviá. Cuenta con una población de 452 habitantes (INE 2024).

## Geografía
Integrado en la comarca de La Garrocha, se sitúa a 40 kilómetros de Gerona. El término municipal está atravesado por la autovía Pirenaica (A-26) y por una carretera local que conecta con Tortellá. 
El sector meridional del municipio, a la derecha del río Fluviá, es montañoso, accidentado por los contrafuertes nororientales de pequeñas sierras entre las que destaca la sierra de Colama o la sierra de Palomers. El sector septentrional es más llano, y es donde se localizan los cultivos y los núcleos de población. El río Llierca hace de límite por el oeste antes de desembocar en el Fluviá. La altitud oscila entre los 573 metros al sur (Puig del Sucre), en la sierra de Colama, y los 160 metros a orillas del río Fluviá. El pueblo se alza a 182 metros sobre el nivel del mar. 
| Noroeste: Montagut i Oix       | Norte: Tortellá  | Nordeste: Sales de Llierca           |
| Oeste: San Jaime de Llierca    |                  | Este: Sales de Llierca y San Ferreol |
| Suroeste: San Jaime de Llierca | Sur: San Ferreol | Sureste: San Ferreol                 |

## Historia
Se encuentra en documentos el nombre de Argelagorios en el año 982. A principios del siglo XIII los señores de Sales pasaron el feudo de Argelaguer a los de Montpalau.
Hacia mediados del siglo XIX, el lugar, ya por entonces con ayuntamiento propio, tenía contabilizada una población de 420 habitantes. Aparece descrito en el segundo volumen del Diccionario geográfico-estadístico-histórico de España y sus posesiones de Ultramar de Pascual Madoz con las siguientes palabras:

ARGELAGUER: l. con ayunt. de la prov. y dióc. de Gerona (6 leg.), adm. de rent. de Figueras (4 1/2), part. jud. de Olót (2), aud. terr. y c. g. de Barcelona (22 1/3): sit. á las márg. del r. Fluvia, al pie del monte Guilar, es batido por el viento N., conducido por el canal que forman los montes á la entrada del Ampurdan, y disfruta de un clima sano, sin que se conozcan en él enfermedades endémicas: componen la pobl. 34 casas de 2 pisos, que forman 1 calle mal empedrada: y 14 mas, agrupadas al rededor de la igl. parr., que bajo la advocacion de San Dámaso Papa, es servida por 1 cura párroco; consta de 1 sola nave; la puerta principal es pequeña, con 1 arco sostenido por 2 columnas de piedra, de órden corintio, bastante bien labradas; y entre la bóveda y tejado tiene 1 galería abierta formando con sus ventanas arqueadas como un mirador de molino papelero; hay 1 capilla al estremo de la pobl., dedicada á San Sebastian; y otra dedicada á Sta. Ana., que sirve de escuela de primera educacion, á la que concurren 24 niños bajo la direccion de 1 maestro, al cual se paga del fondo de propios y por reparto vecinal, la dotacion de 1,120 rs. al año; 1 fuente con 1 cómodo abrevadero, de la cual y de algunos pozos se surte el vecindario; y 1 posada correspondiente á los propios: á las inmediaciones del pueblo en el monte Guilar, se ve 1 ermita dedicada á la Virgen. Confina el térm. por N. con el de Tortellá, por S. con el de Almor y La-miana, por E. con el de la parr. de Besalú, y por O. con el de Palao de Montagut: el terreno comprende 1,078 cuarteras de tierra, y solo hay en cultivo 480, de las cuales 32 son ricas, fuertes y de primera clase, 189 de segunda, y las restantes de tercera; calculándose que todas ellas en 1 año comun, rinden á 4 por 1 de sembradura; en la parte inculta hay 300 cuarteras de arbolado y monte, y 40 destinadas á pastos: es fertilizado por las aguas del Fluvia y por las de un caudaloso manantial, que nace en el térm. al sitio del Funguet, del cual procede la fuente de que se ha hecho mérito. Los caminos están reducidos al que cruza por medio del pueblo y va de Figueras á Olot; hallándose en muy mal estado: prod.: trigo, centeno, maiz, mijo, espelta, habas, judias, vino y aceite; hay ganado lanar, vacuno, mular y de cerda, y caza de perdices y conejos. La ind. consiste en 2 fáb. de jabon blanco y 1 de duro; 3 telares de lienzos ordinarios y 2 molinos harineros; el comercio está reducido á la esportacion de los art. sobrantes, á 1 pequeña tienda de abaceria y á 1 taberna: pobl.: 94 vec., 420 alm.: cap. prod.: 3.197,200 rs.: imp.: 79,930. El presupuesto municipal asciende á 2,565 rs., se cubre con los prod. de propios y arbitrios y el déficit por reparto vecinal. El pueblo de Argelaguer tiene por armas un escudo, en el que se ve una aliaga, la que en catalan se llama argelaga; y de las muchas que prod. el térm., trae su origen el nombre de la pobl. y el emblema de sus armas.
(Madoz, 1845, p. 545)

## Entidades de población
- Argelaguer
- Guilar[3] (el Guilar)
- Hostalnou de Llierca[4] (l'Hostalnou de Llierca)
- San Sebastián[5] (Sant Sebastià)
- Santa Magdalena
- Tapiolas[6] (Tapioles)

## Demografía
Argelaguer cuenta con una población de 452 habitantes (INE 2024).
| Gráfica de evolución demográfica de Argelaguer entre 1842 y 2021                                                    |
| |
| Población de derecho según los censos de población del INE Población de hecho según los censos de población del INE |

## Economía
Tiene bosques de álamos, su agricultura es de secano, principalmente cereales y olivos. Además posee industria hidroeléctrica y artesanía tradicional (alpargatas, zuecos).

## Monumentos y lugares de interés
- Parroquia de Santa María del siglo XII
- Casa-palacio de Montpalau del siglo XV
- Capilla de Santa Ana. Románica de 1453
- Capilla de Santa Magdalena de Montpalau del siglo XIII
- Ermita Santa María de Albis de Guilar. Año 1334

## Eventos culturales
La fiesta mayor se celebra el 11 de diciembre, día de San Dámaso. Dámaso I, que fue papa entre 366 y 384, según la Gran Enciclopedia Catalana, citando algunas tradiciones medievales poco confirmadas, sería nativo de Argelaguer.
La segunda fiesta local es "El Roser" que se celebra en la segunda semana de mayo.
En ambas fiestas se celebra un pasacalle siguiendo a los "Gegants i Capgrossos" (Gigantes y Cabezudos) desde el Ayuntamiento hasta la Plaça Major, donde tiene lugar el tradicional "Ball dels Gegants i Capgrossos" (Baile de los gigantes y cabezudos).
El primer fin de semana de septiembre también se celebra el "Aplec del Guilar" con una misa, comida popular y baile en la ermita del Guilar, al sur de la población y desde la que se puede gozar de una completa vista de la población, así como del resto del Valle del Llierca.